# Växbo
Växbo is een plaats in de gemeente Bollnäs in het landschap Hälsingland en de provincie Gävleborgs län in Zweden. De plaats heeft 148 inwoners (2005) en een oppervlakte van 85 hectare. De plaats ligt 14 kilometer van de stad Bollnäs.